# 이규진 (법조인)
이규진(李圭鎭, 1962년 ~)은 제5기 양형위원회 상임위원을 역임한 서울고등법원 부장판사다.

## 생애
1962년에 태어나 인창고등학교와 서울대학교 법학과를 졸업하고 1986년 제28회 사법시험에 합격하여 사법연수원 18기를 수료했다. 사법연수원을 수료한 1989년 2월에 서울지방법원 의정부지원 판사에 임용되었다. 
서울중앙지방법원에서 재직할 때 인혁당 사건, 서울고등법원에서 재직할 때 울릉도 거점 간첩단 사건 재심을 맡아 무죄를 선고하기도 했던 이규진은 2015년 5월에 임기 2년의 양형위원회 상임위원이 되었다. 상임위원 임기 종료와 함께 양승태 대법원장 체제에서 통합진보당 관련 소송에 개입하는 등 사법농단에 관련된 것으로 드러나 대법원 징계위원회에 회부되고 탄핵 대상 법관으로 거론되고 있으나 10년마다 하는 법관 재임용 심사가 있는 2019년 2월을 앞두고 "연임을 하고 싶다"는 의견을 밝혔다.

## 경력
- 1989년 2월 서울지방법원 판사
- 1991년 2월 서울형사지방법원 판사
- 1993년 2월 제주지방법원 판사
- 1996년 2월 서울지방법원 판사
- 2000년 2월 서울고등법원 판사
- 2004년 2월 대전지방법원 홍성지원 지원장
- 2005년 2월 대법원 재판연구관
- 2008년 2월 서울중앙지방법원 부장판사
- 2011년 2월 부산고등법원 부장판사
- 2012년 9월 서울고등법원 부장판사
- 2015년 5월 ~ 2017년 4월 제5기 양형위원회 상임위원